# Château de Vezins (Maine-et-Loire)
 (janvier 2016).
Si vous disposez d'ouvrages ou d'articles de référence ou si vous connaissez des sites web de qualité traitant du thème abordé ici, merci de compléter l'article en donnant les références utiles à sa vérifiabilité et en les liant à la section « Notes et références ».
Pour l’article homonyme, voir Château de Vezins.
Le domaine de Vezins est octroyé en l'an 1100 au 1er baron Hardy de la Porte. Sa descendance devait en conserver la propriété jusqu'en 1930.

## Histoire

### Origines de la famille
Le château est resté la résidence de la famille des barons de Vezins pendant 800 ans, à travers de nombreuses générations, depuis son premier propriétaire connu, Hardouin de la Porte, baron de Vezins vers 1100, jusqu’à Jacques Le Clerc, baron de Vezins, en 1929.
La famille a pris part à beaucoup d’événements historiques, dont les croisades, les guerres de religion européennes, la Révolution française, et même la guerre d'indépendance des États-Unis.
Un membre remarquable de la famille, Paul-Jules de la Porte-Vezins (1745-1792), fut officier de marine français, et participa à la guerre de Succession d'Autriche, à la guerre de Sept Ans et à la guerre d'indépendance des États-Unis en tant que commandant d’un navire de guerre.
Il fut reçu chevalier de Saint Louis en 1763, et termina sa carrière comme chef d’escadre des armées navales en 1784. Il fut guillotiné en 1792 pendant la Révolution française.
Le premier membre de la famille enregistré comme propriétaire est Hardouin de la Porte, baron de Vezins, qui participa aux croisades en 1192. Un premier fort en bois fut construit à proximité du site connu comme le champ des « delaporte » dans le village de Vezins.
Entre 1200 et 1400 une forteresse en pierres rouges a été construite par les barons. Ce fort fut probablement tenu par les Anglais pendant la guerre de Cent Ans.
Dans les années 1620, Louis XIII ordonne la conversion du Baron, l'exécution (par contumace) de ses enfants et la destruction de la forteresse (1622). La famille fut, dit-on, obligée de mettre en scène la décapitation publique de ses descendants protestants, et le baron fut forcé de se marier à nouveau, selon le rite catholique, mais ses véritables fils et filles revinrent ensuite d’un long exil volontaire à Genève pour réclamer le château, les propriétés et leur titre.
La répression des huguenots à la révocation de l'édit de Nantes (1685) n'empêcha pas la famille de conserver sa baronnie au prix d'épisodes dramatiques, mais la place fut démilitarisée et ses fortifications rasées. Un château de style nouveau fut construit sur les restes de l'ancienne forteresse en pierres rouges, à partir de 1708.

### La Révolution et ses conséquences
À cette époque, la famille vivait en permanence au château, gérait les terres du domaine et ses différentes propriétés à 50 km à la ronde. C'était aussi le temps de nombreuses réceptions.
La révolution commencée à Paris, provoque une succession de guerres et de massacres dans la région des Mauges, connus sous le nom de Guerre de Vendée. La propriété a survécu malgré les divisions de ses propriétaires. En effet, le baron, favorable aux idées nouvelles, se bat à l'étranger pour l'armée révolutionnaire et Napoléon, tandis que la baronne reste royaliste comme la plupart des habitants.
L'héritier est envoyé, une fois de plus, à Genève en Suisse pour sa protection. Une armée révolutionnaire descend de Paris par Saumur et détruit la plupart des villages et des villes. Les histoires d'églises brûlées et de populations massacrées sont légion.
Le comptoir de l'armée révolutionnaire se trouvait dans la forêt de Vezins, et avait son siège à Nuaillé, à quelques kilomètres du château. Le château lui-même a été pris par les uns et les autres de nombreuses fois. Le village fut détruit, l'église brûlée avec une partie de l'aile est du château.
À la fin de la guerre, la baronne et sa servante sont exécutées par les armées "bleues"..

### Le dernier baron, l'abandon et aujourd'hui
Au milieu du XIXe siècle, la bâtisse a retrouvé toute sa splendeur avec une rotonde centrale, un parc aménagé par le célèbre architecte André Leroy, en un style paysage anglais avec de nombreux arbres américains comme le séquoia.
Le dernier baron meurt en 1929 après avoir dilapidé sa fortune aux jeux de cartes. Les propriétés composant la moitié du village, ainsi que les 22 fermes, sont mises en jeu et perdues.
La propriété est rachetée en 1992 par Albert Robic, propriétaire des châteaux de La Boursière, de Venansault et de Vendrennes (tous deux en Vendée) et passionné de patrimoine. Pendant plus d’un an, le château sera restauré, et jusqu’en 2006, il accueillera un magasin d’antiquité et des galeries d’art. En 2006, le château est revendu mais sera laissé à l’abandon à cause de graves soucis de santé du nouveau propriétaire.  En 2007, les familles Deschamps et Rozon achètent la propriété et entament un vaste programme de rénovation des intérieurs et des extérieurs.

## Description
Aujourd'hui, ne subsiste de l'ancien château-fort que les vestiges des douves, le pont et une glacière. On peut reconnaître l'emplacement de l'ancien donjon par la forme des douves et les trous recevant le pont levis dans le mur opposé. Ces pierres forment, aujourd'hui encore, la base de la construction nouvelle. Avec de grandes chambres et de grandes baies vitrées, on peut y contempler les jardins à la française d'un côté, et de l'autre une église.
Les dépendances du château existent encore aujourd'hui et servaient, les unes aux bêtes (chevaux et bovins), les autres aux différents stockages de nourriture et bois, ainsi que les cuisines et le personnel.
Une route reliant le château à l'hôpital donné par la famille, partait du pont existant.